# Viaduc de Lanespède
Le viaduc de Lanespède est un viaduc ferroviaire permettant de franchir la Lène et la route nationale 117 afin de rattraper le dénivelé de la rampe de Capvern. C’est en 1982 que le nouveau tracé de la nationale 117, intégré en 1989 à l'autoroute A64, a été construit sous le viaduc.
Le viaduc est inscrit aux monuments historiques depuis 1984.

## Situation
Il est situé en partie est dans la commune de Lanespède et en partie extrême ouest dans la commune de Péré dans le département des Hautes-Pyrénées en région Occitanie.

## Historique
Le viaduc fut commencé le 8 mai 1865 et terminé le 1er avril 1867 et le premier train ne passa sur le viaduc qu’en 1869 ; il transportait l'empereur Napoléon III qui se rendait au camp de Lannemezan.
Il n’y eut aucun accident majeur durant les travaux, ce qui est assez rare pour être signalé.

## Description
Le monument se compose de 11 000 m3 de briques marquées Mine d'Orignac qui furent apportées dans des chariots tirés par des bœufs. Le viaduc mesure 200 mètres de long pour une hauteur de 35 mètres. On compte 20 arches.

## Galerie

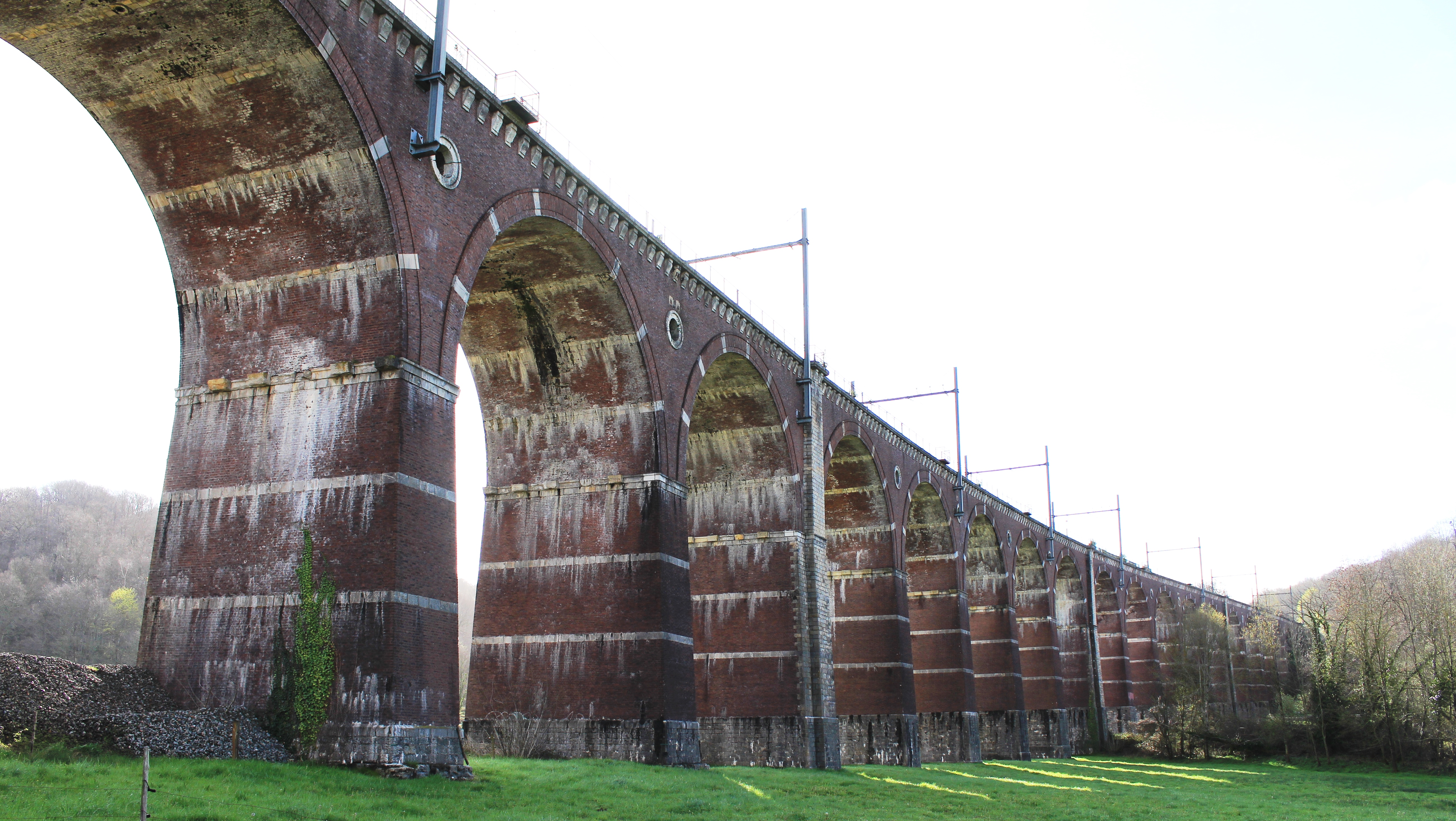
Le viaduc.
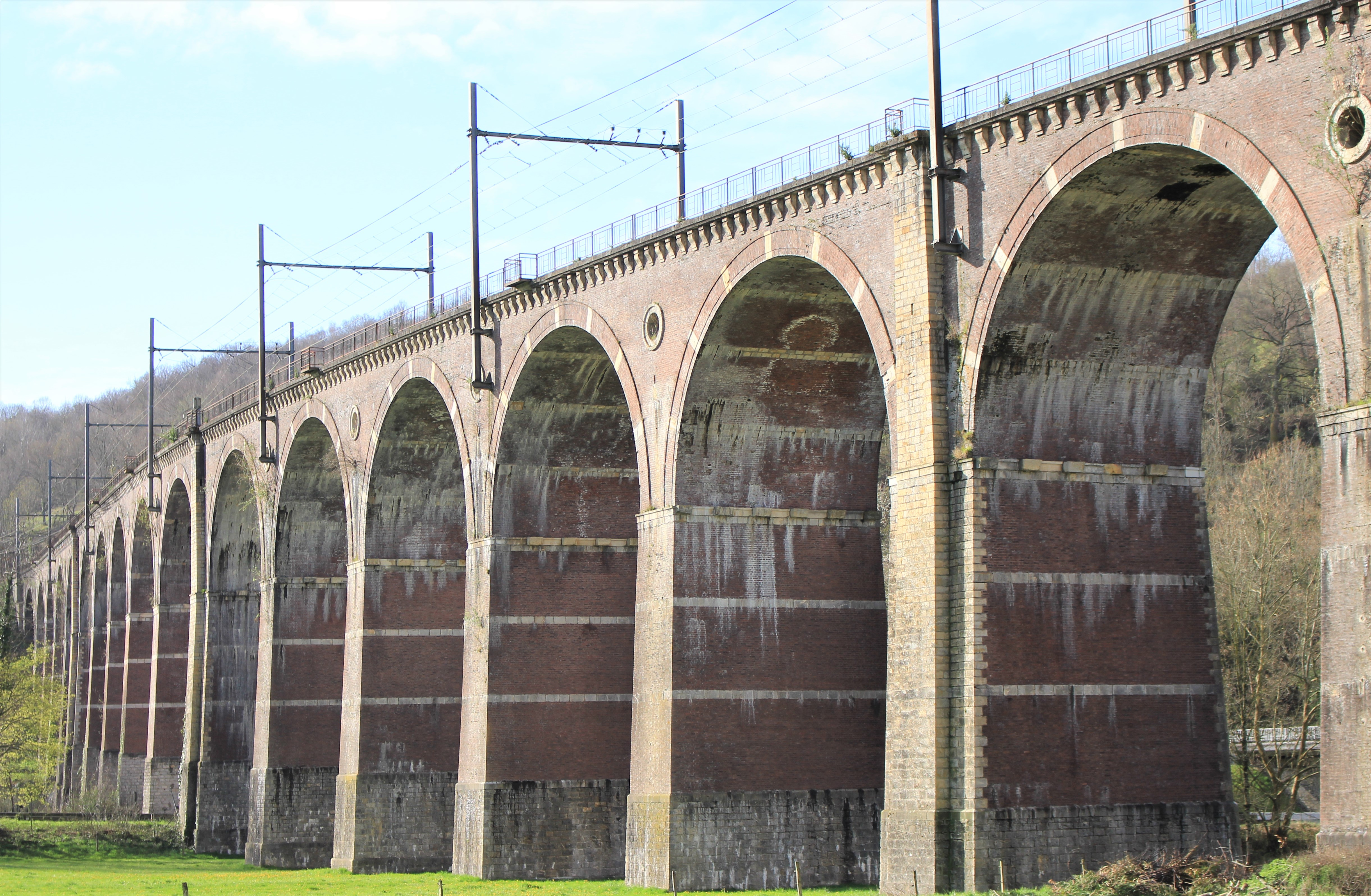